# 司忍
司 忍（つかさ しのぶ）こと篠田 建市（しのだ けんいち、1942年〈昭和17年〉1月25日 - ）は、日本のヤクザ。特定抗争指定暴力団・六代目山口組組長。 
渡世名「司忍」の由来は「耐え忍んで司る」から（※諸説有り）。

## 来歴

### 生い立ち
1942年（昭和17年）、大分県大分市生まれ。大分県立水産高等学校（現・大分県立海洋科学高等学校）を卒業後、地元の大手水産会社に就職。その後、大阪を経て名古屋に出て、1962年（昭和37年）に三代目山口組系鈴木組内弘田組に入った。中京地区の抗争では武闘派として活動し、弘田組最高幹部を務めた。後に自らの組織として司興業を旗揚げしている。

### 弘田組時代
昭和40年代頃には、愛知県下に山口組系以外にも多くの暴力団組織があり、弘田組は三代目山口組の直参組織ではあったが一地方組織にすぎず、他組織と衝突を繰り返しながら地盤を築いていった。弘田組内で副組長や若頭を歴任し抗争でも陣頭指揮を執っていたのが司であった。
1981年（昭和56年）7月23日、三代目山口組組長・田岡一雄が死去する。弘田組組長・弘田武志は、田岡の後継者とされる山本健一と関係が近く、山本が四代目を継承すれば山口組に残るはずだったが、山本も1982年（昭和57年）2月4日に病死。1984年（昭和59年）に四代目組長の座を巡り竹中正久と山本広が対立し、弘田は山本広支持を表明したものの、司は「山口組に尽くすべき」と弘田を懸命に説得し、ついに弘田は一和会にも四代目山口組にも加わらず引退を決意した。後日、自身の引退報告と、司に杯を下ろすよう竹中四代目に申し出、竹中はそれを了承した。

### 弘道会時代
竹中正久を首領に据える四代目山口組が発足した1984年（昭和59年）6月、弘田の引退に際し弘田組の構成員らを伴い弘道会を結成、山口組直参に昇格した。元親分の弘田の一字と、その道を行く「道」の字から「弘道会」と命名したとされる。1989年（平成元年）5月、渡辺五代目体制の発足に伴い若頭補佐に就任し、ブロック制が導入されてからは中部ブロック長を兼任した。
1997年（平成9年）8月28日の宅見若頭射殺事件を受け、警察では「新頂上作戦」を開始し、同年11月に司を護衛の配下組員に拳銃を持たせていたとする銃刀法違反容疑で指名手配した。翌年6月に司は逮捕・起訴され、1999年（平成11年）7月、10億円の保釈金で保釈された。
2001年（平成13年）3月に大阪地方裁判所で無罪判決を受けたものの、2004年（平成16年）2月24日、大阪高等裁判所で懲役6年の逆転有罪判決を受け、上告。高裁判決後、再度、収監されたが、10億円の保釈金で即日保釈された。

### 山口組六代目組長就任
2005年（平成17年）3月、弘道会の跡目を同会若頭・髙山清司に譲って二代目弘道会総裁に就任し、同時に弘田組組長をも名乗る。同年5月、五代目山口組若頭に就任し、7月に六代目山口組組長に就任した。
山口組六代目を継承すると、確実視された銃刀法違反裁判における実刑判決を念頭に、最高幹部人事にあたる「幹部」職創設、倉本組と小西一家の名跡復活から、國粹会を傘下に収める形での東京進出、五代目会津小鉄会会長との舎弟盃に代表される親戚団体との関係強化を数か月のうちに行った。
そして11月29日付けで上告が棄却され、懲役6年の実刑判決が確定。2005年12月5日に出頭し大阪拘置所に収監され、2006年2月に府中刑務所に移監された。

### 府中刑務所への収監
司の呼称番号は「5100」であったため、「後藤組みたいだな」などと言われた。府中刑務所の受刑者数は増加の一途で、定員3200人のところ、入りきらないため独居房を2人で使っていたが、司の独居房は舎房2階一番奥にあり特別扱いを受けていた。面会の時も担当の刑務官の他に、部長クラスの幹部が必ず付き添い、廊下で他の懲役囚とすれ違う際には、相手に右を向かせ停止させ、目を合わせることすら禁止されていた。
なお、配属先は暴力団員だけが配属される工場である「侍工場」ではなく、要養護の高齢者が働く軽作業の現場であった。他の受刑者には司の顔を知らない者も多くいたため、そうとは知らずに「あんた、どっから来たの？」などと普通に話しかける者もいた。運動時間には30分間走るのを日課としていた。また、司は囲碁が好きで、刑務所でもよく受刑者と碁を打っていた。刑務所では模範囚である一級（当時は累進処遇制度により受刑者を級分けし、累が上がるほど仮釈放を受けやすくなった）になり、仮釈放になる仮面接にかかったが一年近くもらえる仮釈放を断って満期で出所している。
2009年11月、かつての親分だった弘田武志が死去。獄中の司に代わって髙山が名古屋での葬儀を取り仕切り、山口組の全直参及び友好関係にある全国の有力組織の最高幹部が参列するなど、組葬に準ずる扱いであった。

### 出所後
2011年（平成23年）4月9日、未決勾留8か月・服役期間5年4か月で刑期満了となり府中刑務所を出所した。同年9月に新聞社のインタビューに応え、暴力団排除条例について「異様な時代がきた」とするとともに警察当局を批判している。
2012年（平成24年）の元旦未明、山口組総本部近くの兵庫縣神戸護國神社に、幹部組員らと共に参拝したことが報じられた。また、2016年（平成28年）の元旦にも初詣で神戸護国神社を参拝した。
2025年、司興業川崎誠治若頭が四代目を継承し総裁制を導入、森健司三代目は総裁に就任した。

## 法規命令
2012年2月23日、アメリカ財務省は、司を国外の著しい犯罪組織とその支持者であると認定し、国際緊急経済権限法・大統領令13581号に基づき、アメリカ合衆国の司法権の及ぶ範囲の資産凍結、米国民との取引を禁止する対象とした。